# Moges Kebede
 (février 2021).
Si vous disposez d'ouvrages ou d'articles de référence ou si vous connaissez des sites web de qualité traitant du thème abordé ici, merci de compléter l'article en donnant les références utiles à sa vérifiabilité et en les liant à la section « Notes et références ».
Pour les articles homonymes, voir Kebede.
Moges Kebede est un écrivain et éditeur éthiopien. Il publie le Mestawet Ethiopian Newspaper, un magazine mensuel destiné à la communauté éthiopienne vivant aux États-Unis. Moges Kebede est né et a grandi à Addis-Abeba. Après le lycée, il travaillait en tant qu'écrivain indépendant en rédigeant des articles pour divers journaux et magazines mais aussi en écrivant des pièces pour des théâtres locaux. C'est au début des années 1990 que Moges Kebede deviendra plus célèbre : ses articles sont plus lus et il écrira en 1992 son premier libre, une nouvelle intitulée Damotra qui connaîtra un grand succès. En avril 1996, il émigre à Minneapolis où il fondera en avril 2001, le Mestawet Ethiopian Newspaper. Le magazine est aujourd'hui connu par toute la communauté éthiopienne des États-Unis. 